# Neuland (Remscheid)
Neuland ist eine Ortslage im Norden der bergischen Großstadt Remscheid in Nordrhein-Westfalen.

## Lage und Beschreibung
Neuland gehört zum Stadtbezirk Lüttringhausen und befindet sich auf einer Höhe von 296 Metern über Normalnull unmittelbar an der Stadtgrenze zu Wuppertal-Ronsdorf. Benachbarte Ortschaften/Ortslagen sind Wüste, Flügel, Grüne, Oelingrath und Langenhaus. Neuland besteht aus lediglich einem halben Dutzend Wohngebäuden, wovon eines hiervon ein Bauernhof ist. Hier werden noch in kleinem Rahmen Schafe und Hühner gezüchtet. In der Nachbarschaft gibt es ferner Liebhaber alter bergischer Hühnerarten, die freilaufend gehalten werden.
Südlich der Ortslage befindet sich der "Hinsberg Park", ein privates, parkähnliches Waldgebiet, das jederzeit frei zugänglich ist. In ihm befindet sich der Begräbniswald "Im Kempkenholz".
Im ÖPNV wird die Ortschaft drei bis viermal Montag bis Freitag von einem Bürgerbus angefahren.

## Geschichte
Neuland erscheint als Neueland auf dem Plan der Stadt Ronsdorf des Geometers J. W. Buschmann aus dem Jahr 1790. Der Hof ist auf der Topographischen Aufnahme der Rheinlande von 1824 verzeichnet.
Durch Neuland verlief eine Kohlenstraße, die das südliche Ruhrgebiet (u. a. die Zeche Nachtigall in Witten) über Barmen und Ronsdorf mit Remscheid verband. Sie diente insbesondere dem Transport von Kohle zu den metallverarbeitenden Betrieben und  Schmieden im Morsbachtal und im Raum Remscheid. In der Topographia Ducatus Montani von Erich Philipp Ploennies von 1715 wurde bereits diese Straße genannt, die sich stellenweise im Laufe der Jahrhunderte zu einem Hohlweg ausgebildet hat und 2009 in diesem Abschnitt als Bodendenkmal unter Schutz gestellt wurde. Sie führte von Neuland aus über die Grüne weiter in Richtung Spelsberg und dann ins Morsbachtal.